# Ла-Неввіль
Ла-Неввіль (фр. La Neuveville) — місто  в Швейцарії в кантоні Берн, адміністративний округ Бернська Юра.

## Географія
Місто розташоване на відстані близько 30 км на північний захід від Берна.
Ла-Неввіль має площу 6,8 км², з яких на 18,2% дозволяється будівництво (житлове та будівництво доріг), 18,7% використовуються в сільськогосподарських цілях, 62,8% зайнято лісами, 0,3% не є продуктивними (річки, льодовики або гори).

## Демографія
2019 року в місті мешкало 3756 осіб (+7,5% порівняно з 2010 роком), іноземців було 17,7%. Густота населення становила 554 осіб/км².
За віковим діапазоном населення розподілялося таким чином: 18,1% — особи молодші 20 років, 60,1% — особи у віці 20—64 років, 21,8% — особи у віці 65 років та старші. Було 1786 помешкань (у середньому 2,1 особи в помешканні).
Із загальної кількості 1522 працюючих 46 було зайнятих в первинному секторі, 343 — в обробній промисловості, 1133 — в галузі послуг.